# Sündersbühl

Lage der Gemarkung 3470 Sündersbühl in Nürnberg

Sündersbühl ist ein Stadtteil im Weiteren Innenstadtgürtel West von Nürnberg, der Name des statistischen Bezirks 21 und der Gemarkungsnummer 3470.

## Geographie
Der statistische Bezirk Sündersbühl grenzt im Westen entlang der Bundesstraße 4 R an Gaismannshof, im Süden an der Rothenburger Straße an St. Leonhard und beim Frankenschnellweg im Nordosten an Gostenhof.
Der nordöstliche Teil Sünderbühls, entlang der Fugger- und Witschelstraße, ist durch Autohandel und andere Gewerbe geprägt. Im südlichen Teil liegt ein Wohngebiet mit mehrstöckigen Gebäuden entlang der Rothenburger Straße und der Ossietzkystraße. Dazwischen befindet sich, im Westen des Stadtteils, der östliche Teil des Westparks und eine Kleingartenanlage.

## Geschichte
Der Ort wurde 1362 als „Sinterspuehel“ erstmals urkundlich erwähnt. Der Name Sinterspuehel leitet sich von Sinter (Hammerschlag, Metallschlacke) und Bühl (Hügel) ab.

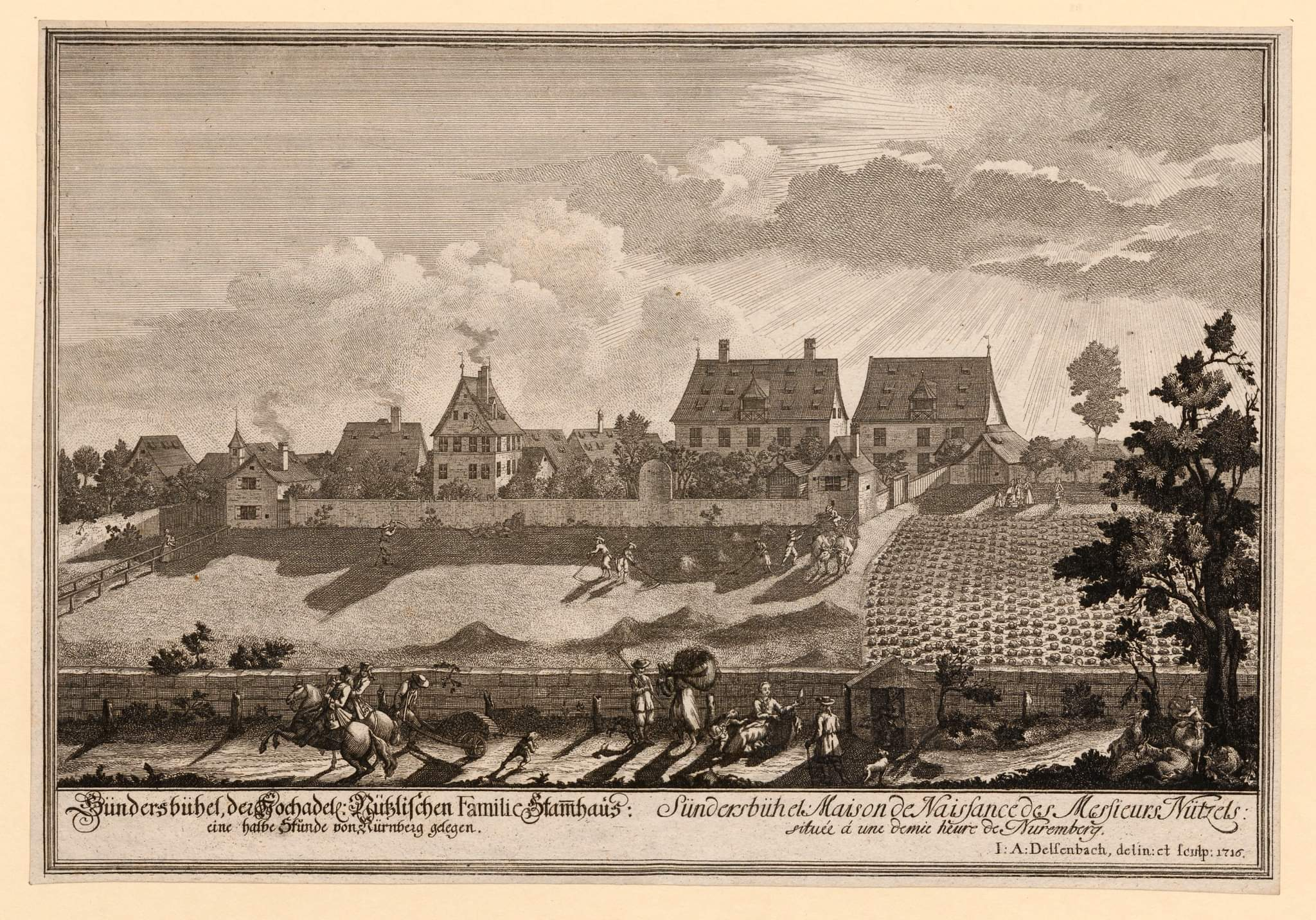
Kupferstich Sündersbühl Nützelschlösschen 1716 von Johann Adam Delsenbach

Das Lehngut Sündersbühl, das zu einem Drittel vom Hochstift Bamberg und zu zwei Dritteln von der dortigen Dompropstei verliehen wurde, soll nach den Annalen des Johannes Müllner zuerst den Staudigel gehört haben, einem ratsfähigen bürgerlichen Geschlecht der Reichsstadt, das auch in Österreich verbreitet war. Als Konrad II. Nützel († 1340) Hildegard Staudigel geheiratet hatte, kam Sündersbühl 1320 an die Nützel, eine Nürnberger Patrizierfamilie.
- Das Nützelschlösschen, 1449 von den markgräflichen Truppen abgebrannt und ab 1516 neu aufgebaut, im Zweiten Markgrafenkrieg 1552 wiederum zerstört und Ende des 16. Jahrhunderts erneuert, im Dreißigjährigen Krieg 1632/34 durch die „Tillyschen Völker“ nochmals verwüstet und in den 1680er Jahren wieder hergestellt, blieb im Besitz der Nützel von Sündersbühl bis zu ihrem Aussterben 1747. Das Gut fiel an die Lehnsherren heim, was Prozesse mit den Nützel’schen Erben auslöste. 1774 verkauften das Hochstift und die Dompropstei Bamberg den gesamten Lehnkomplex mit Vogtei, Dorf- und Gemeindeherrschaft, Nachsteuer und Umgeld als Mannlehen für 25.000 Gulden an Johann Sigmund Haller von Hallerstein. Die Reichsstadt soll 4.000 Gulden zum Kaufpreis zugeschossen haben, damit die bambergische Grundherrschaft wieder in Nürnberger Hände kommen konnte. Das Herrenhaus war noch zu Beginn des 19. Jahrhunderts von einem Wassergraben oder „Weyher“ umgeben, der von einer 1779 erneuerten hölzernen Brücke überspannt wurde. Zusätzlich wurde der Sitz einschließlich des „Rupprechtschlösschens“ und des großen Gartens von einer Mauer eingefriedet. Letzteres verschwand schon um 1880, das Nützelschlösschen kam im 19. Jahrhundert in wechselnde Hände und 1873 an die Stadt Nürnberg, die den Neubau des Schlachthofs auf dem Gelände plante. Das Schlösschen wurde als Armenhaus und später vom benachbarten Schlachthof genutzt und 1943 im Zweiten Weltkrieg zerstört.

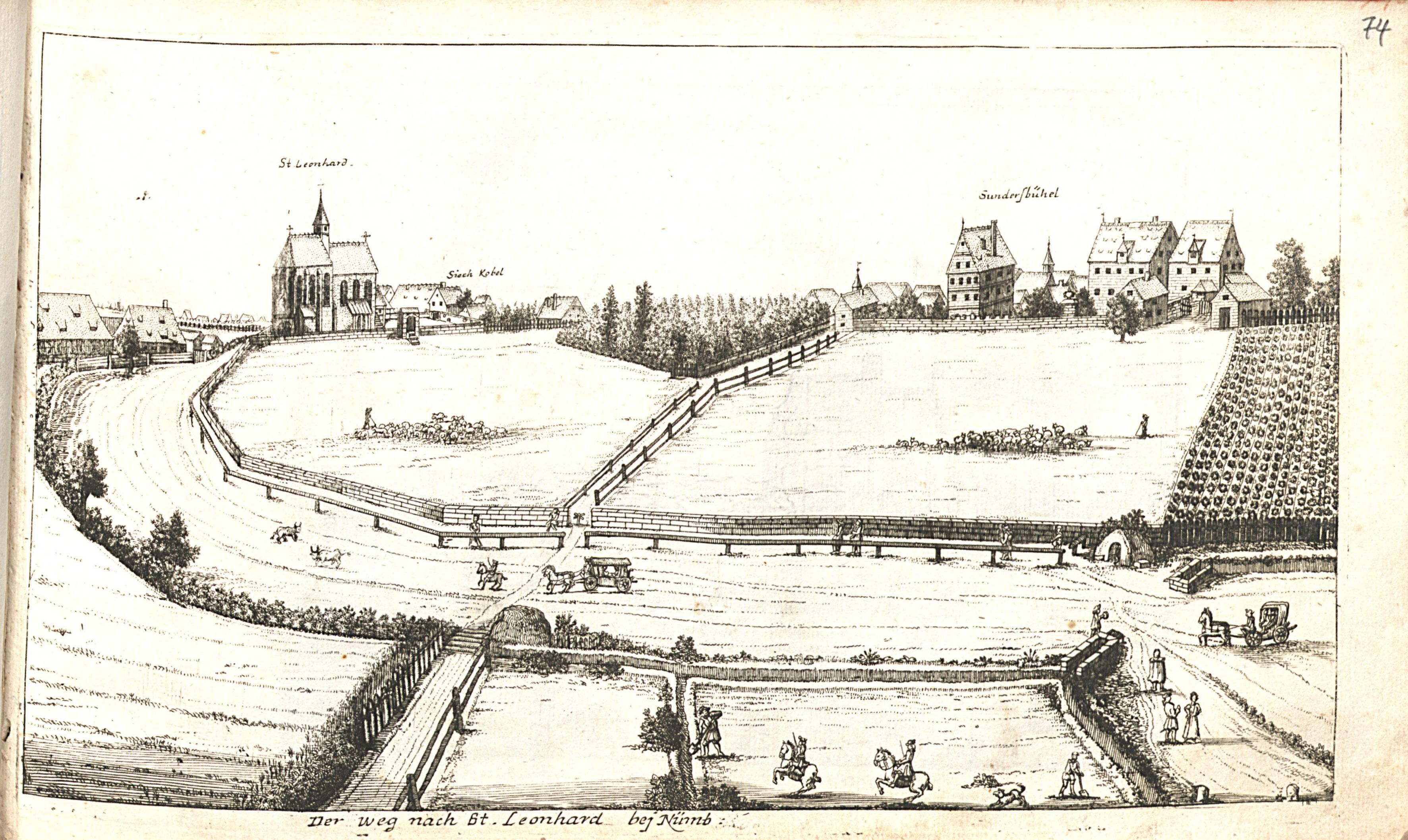
St. Leonhard und Sündersbühler Schlösschen 1709 von Johann Alexander Boener

- Das Burgfriedschlösschen[7] war ursprünglich ein Bergfried (tatsächlich wohl eher ein Wohnturm), der in einem Weiher stand, und vor 1360 an die Pfinzing, danach an die Stromer und 1391 an Conrad Kötzner kam. 1467 folgten die Holzschuher, 1502 die Imhoff, ab 1588 wechselnde Bürger. Die Ruine wurde ab 1614 von Carl Wertemann zu einem repräsentativen Herrensitz ausgebaut. Das Wertemannsche Handelshaus soll nach riskanten Geldgeschäften mit dem Reichspfennigmeister Matthäus Welser schon 1607 in Konkurs gegangen sein, wobei 1608 zwei Familienmitglieder unter mysteriösen Umständen gleichzeitig verstarben und das Herrenhaus bald darauf geplündert wurde. Von den Tilly’schen Söldnern wurde 1632/34 das große Herrenhaus zerstört und nur ein Nebengebäude wieder aufgebaut. Dieses kam in wechselnde Hände, wurde bei Bombenangriffen im Zweiten Weltkrieg beschädigt und in den Jahren nach 1945 abgebrochen.

Gegen Ende des 18. Jahrhunderts gab es in Sündersbühl 21 Anwesen. Das Hochgericht übte das brandenburg-ansbachische Oberamt Cadolzburg aus, was aber von der Reichsstadt Nürnberg bestritten wurde. Die Dorf- und Gemeindeherrschaft hatten die Nürnberger Eigenherren von Haller inne. Grundherren waren der Kammerrat Hofmann zu Vach (1 Schloss, 1 Hof, 1 Seldengut, 2 Häuser) und Nürnberger Eigenherren: von Grundherr (1 Haus), von Haller (1 Schloss, 3 Höfe, 6 Güter, 4 Gütlein, Gemeindehirtenhaus), von Scheurl (1 Gütlein).
Von 1797 bis 1808 unterstand der Ort dem Justiz- und Kammeramt Wöhrd-Gostenhof. 1806 kam Sündersbühl an das Königreich Bayern. Im Rahmen des Gemeindeedikts wurde 1808 der Steuerdistrikt Sündersbühl gebildet. Zu diesem gehörten Bleiweißgarten, Deutschherrnbleiche, Himpfelshof, Kleinweidenmühle, Spitzgarten, St. Leonhard und Ställe vor dem Spittlertor. Im selben Jahr entstand die Ruralgemeinde Sündersbühl, die deckungsgleich mit dem Steuerdistrikt war. Sie war in Verwaltung und Gerichtsbarkeit dem Landgericht Nürnberg zugeordnet und in der Finanzverwaltung dem Rentamt Fürth. In der freiwilligen Gerichtsbarkeit unterstand 1 Anwesen von 1822 bis 1848 dem Patrimonialgericht Fischbach und 9 Anwesen bis 1823 dem Patrimonialgericht Großgründlach. 1825 wurden Bleiweißgarten, Deutschherrnbleiche, Himpfelshof, Kleinweidenmühle, Spitzgarten und Ställe vor dem Spittlertor nach Nürnberg eingemeindet. Ab 1862 gehörte Sündersbühl zum Bezirksamt Nürnberg. Die Gerichtsbarkeit liegt seit 1879 beim Amtsgericht Nürnberg. Die Finanzverwaltung wurde 1871 vom Rentamt Nürnberg übernommen (1919 in Finanzamt Nürnberg umbenannt). Die Gemeinde hatte 1888 eine Gebietsfläche von 1,666 km². Am 1. Januar 1898 wurde Sündersbühl nach Nürnberg eingemeindet.

### Baudenkmäler
- Fabrikantenvilla
- Ehemaliges Direktionsgebäude der Blechwarenfabrik Ernst Meck
- Ehemaliger Hörmann’scher Herrensitz
- Carl-von-Ossietzky-Schule
- Gedenktafel für Johann Georg Hoffmann
- Mietshäuser

### Einwohnerentwicklung
Gemeinde Sündersbühl
| Jahr      | 1818   | 1840   | 1852   | 1855   | 1861   | 1867   | 1871   | 1875   | 1880   | 1885   | 1890   | 1895   | 1900   |
| Einwohner | 599    | 473    | 520    | 495    | 564    | 733    | 756    | 1383   | 2033   | 2168   | 2858   | 3871   | 7180   |
| Häuser    | 84     | 44     |        |        |        |        | 63     |        |        | 139    |        |        | 286    |
| Quelle    | [ 14 ] | [ 15 ] | [ 16 ] | [ 16 ] | [ 17 ] | [ 16 ] | [ 18 ] | [ 16 ] | [ 16 ] | [ 11 ] | [ 16 ] | [ 16 ] | [ 19 ] |

Ort Sündersbühl
| Jahr      | 001818 | 001840 | 001861 | 001871 | 001885 |
| Einwohner | 199    | 356    | 564 *  | 522    | 341    |
| Häuser    | 33     | 34     |        |        | 28     |
| Quelle    | [ 14 ] | [ 15 ] | [ 17 ] | [ 18 ] | [ 11 ] |

## Religion
Der Ort ist seit der Reformation evangelisch-lutherischer geprägt und nach St. Leonhard gepfarrt. Die Einwohner römisch-katholischer Konfession sind nach St. Bonifaz gepfarrt.

## Bilder

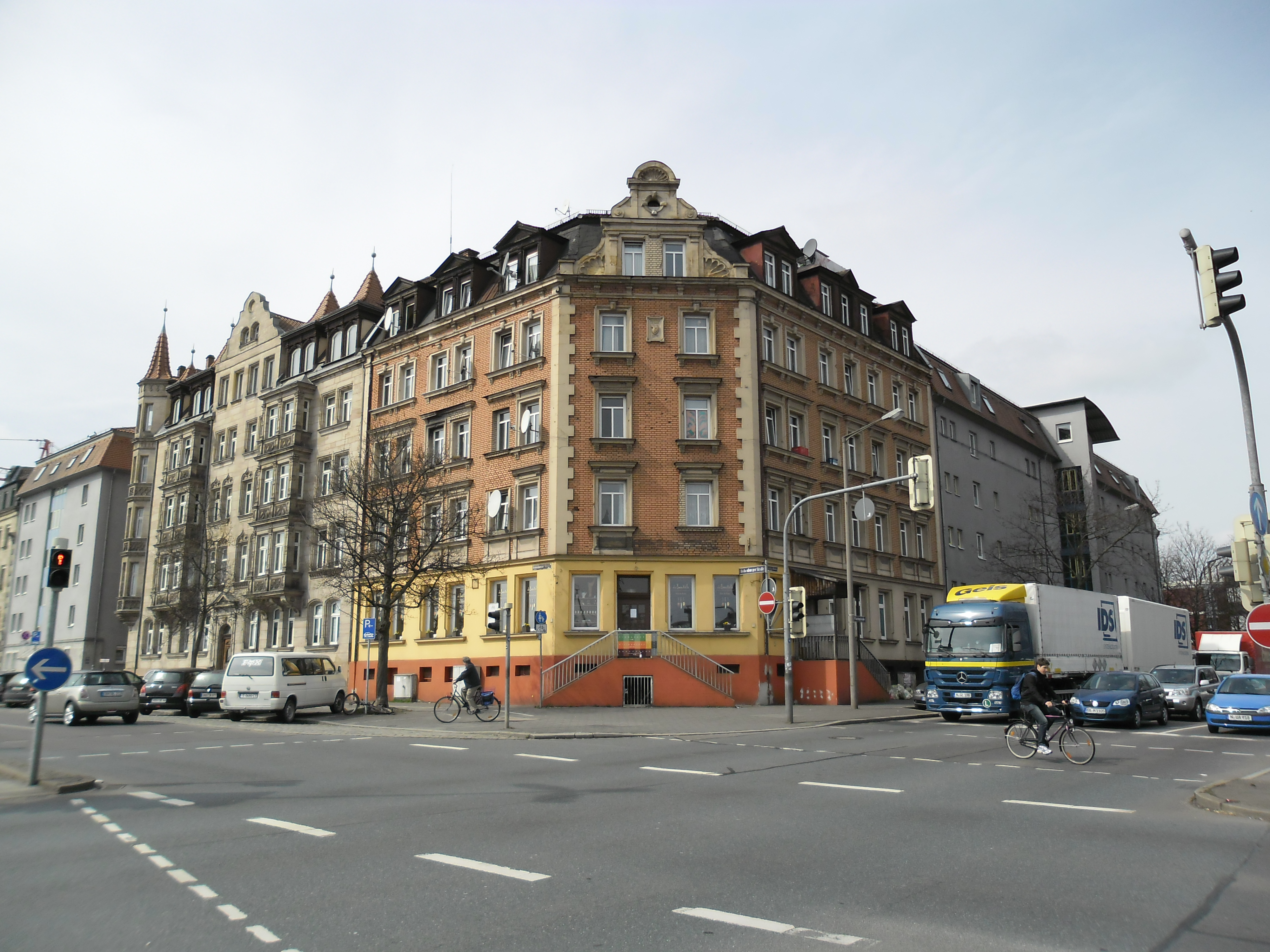
Der Frankenschnellweg an der Ecke Rothenburger Straße/Pfinzingstraße im äußersten Osten des Stadtteiles
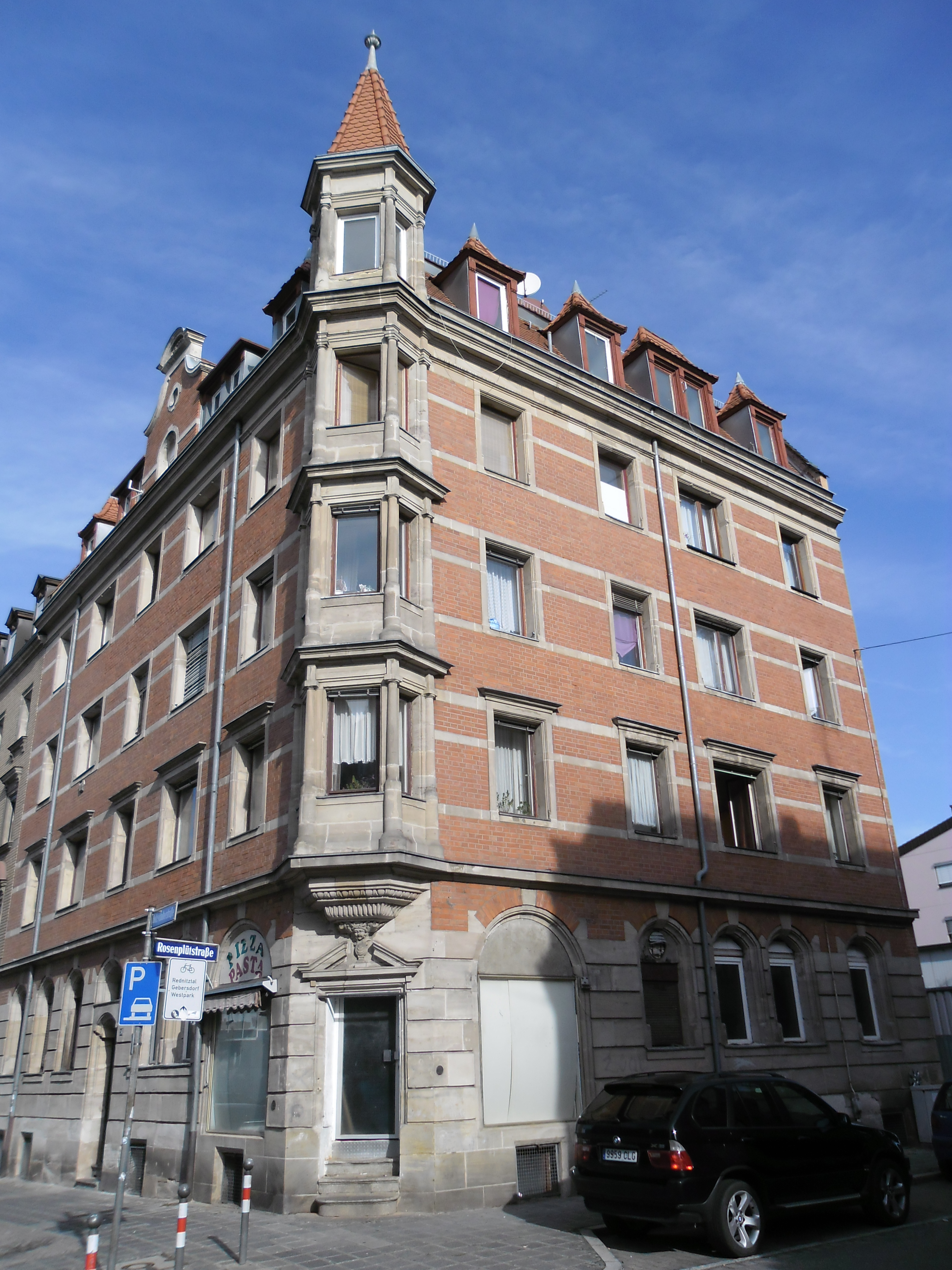
Mehrfamilienwohnhaus mit Klinkerfassade an der Ecke der Holzschuherstraße zur Rosenplütstraße
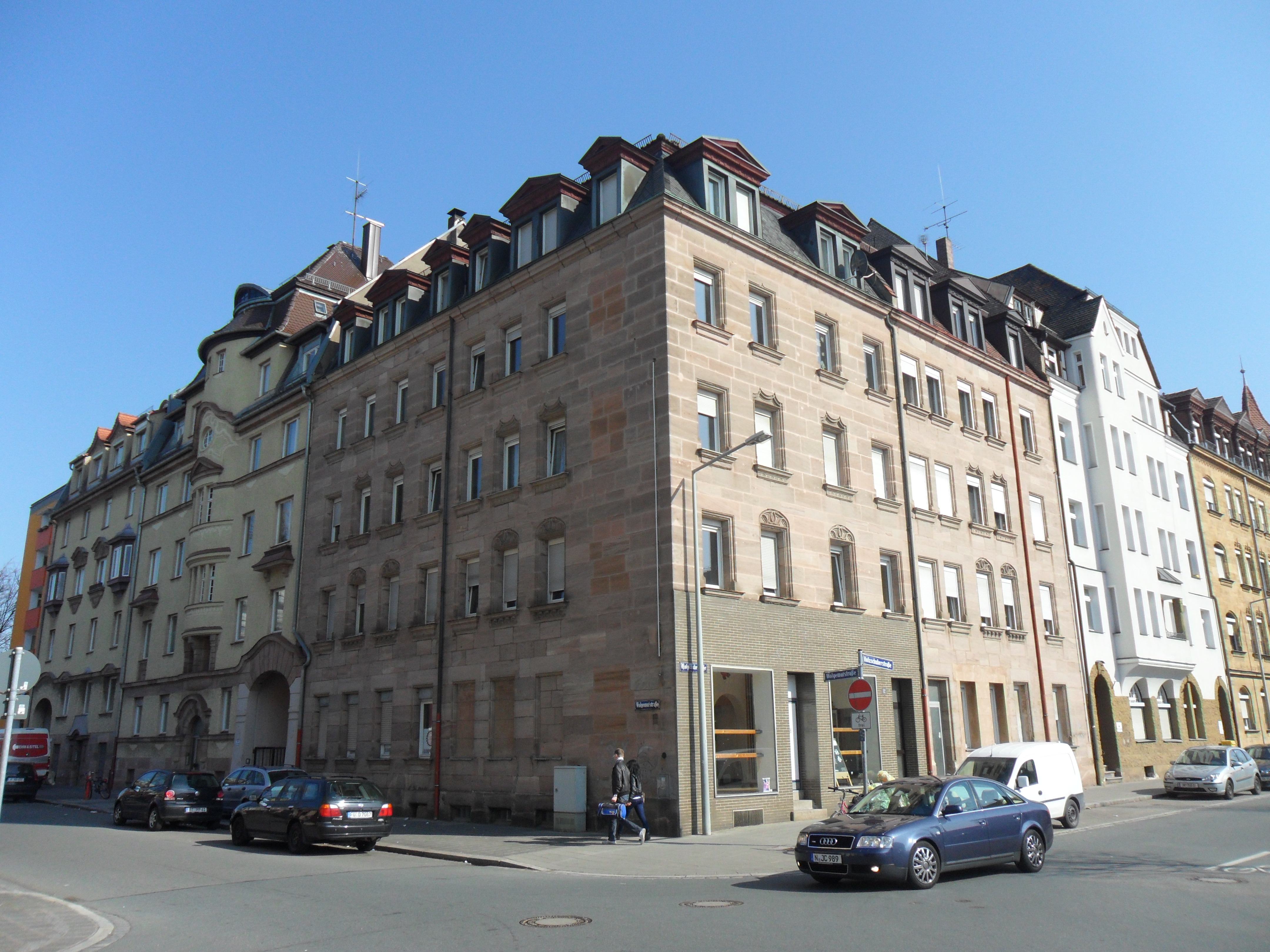
Die Anwesen Wolgemutstraße 1 bis 7 und Holzschuherstraße 8 bis 12 im Osten von Sündersbühl
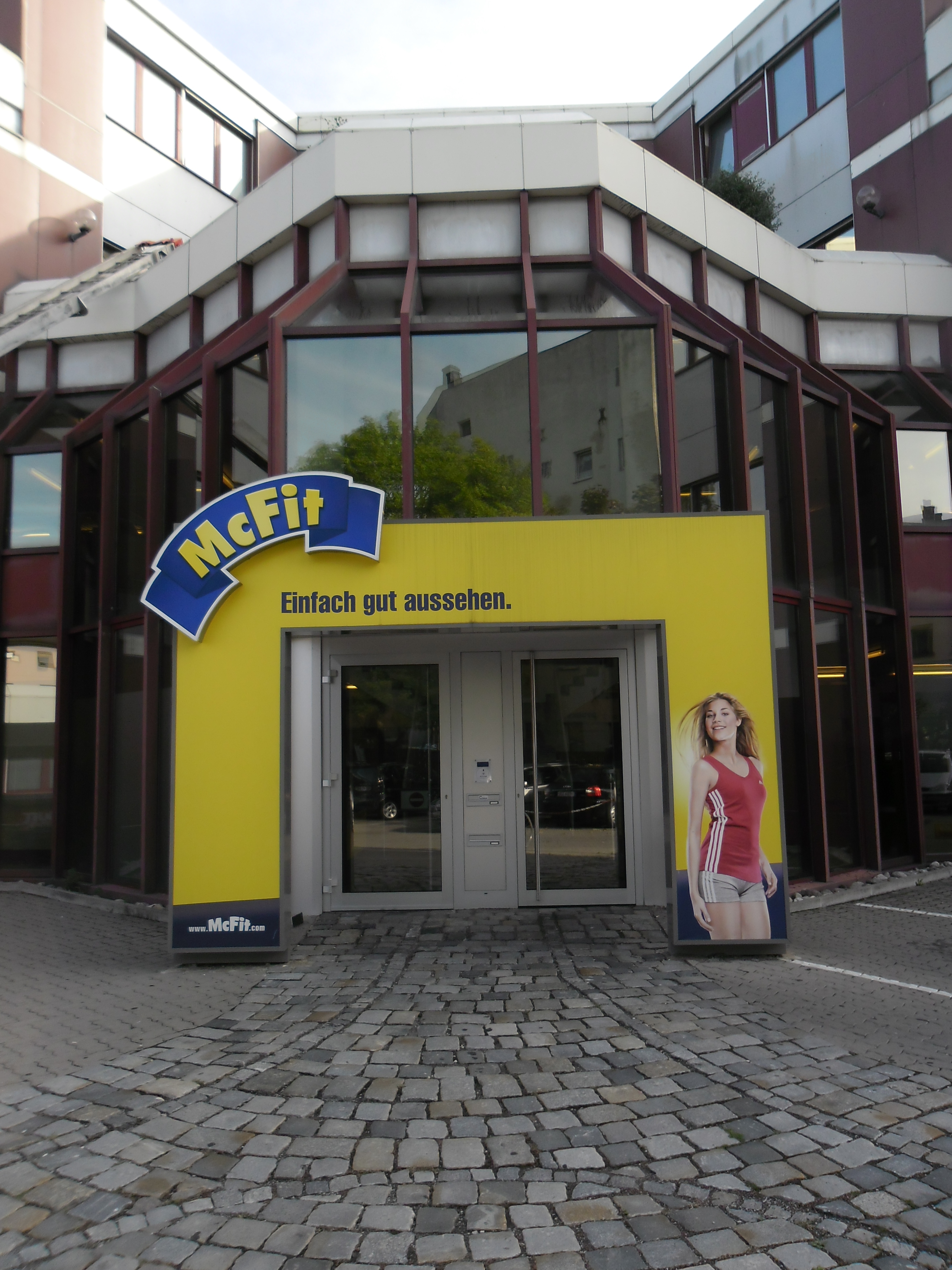
Die McFIT-Filiale Gostenhof in der Wolgemutstraße 2
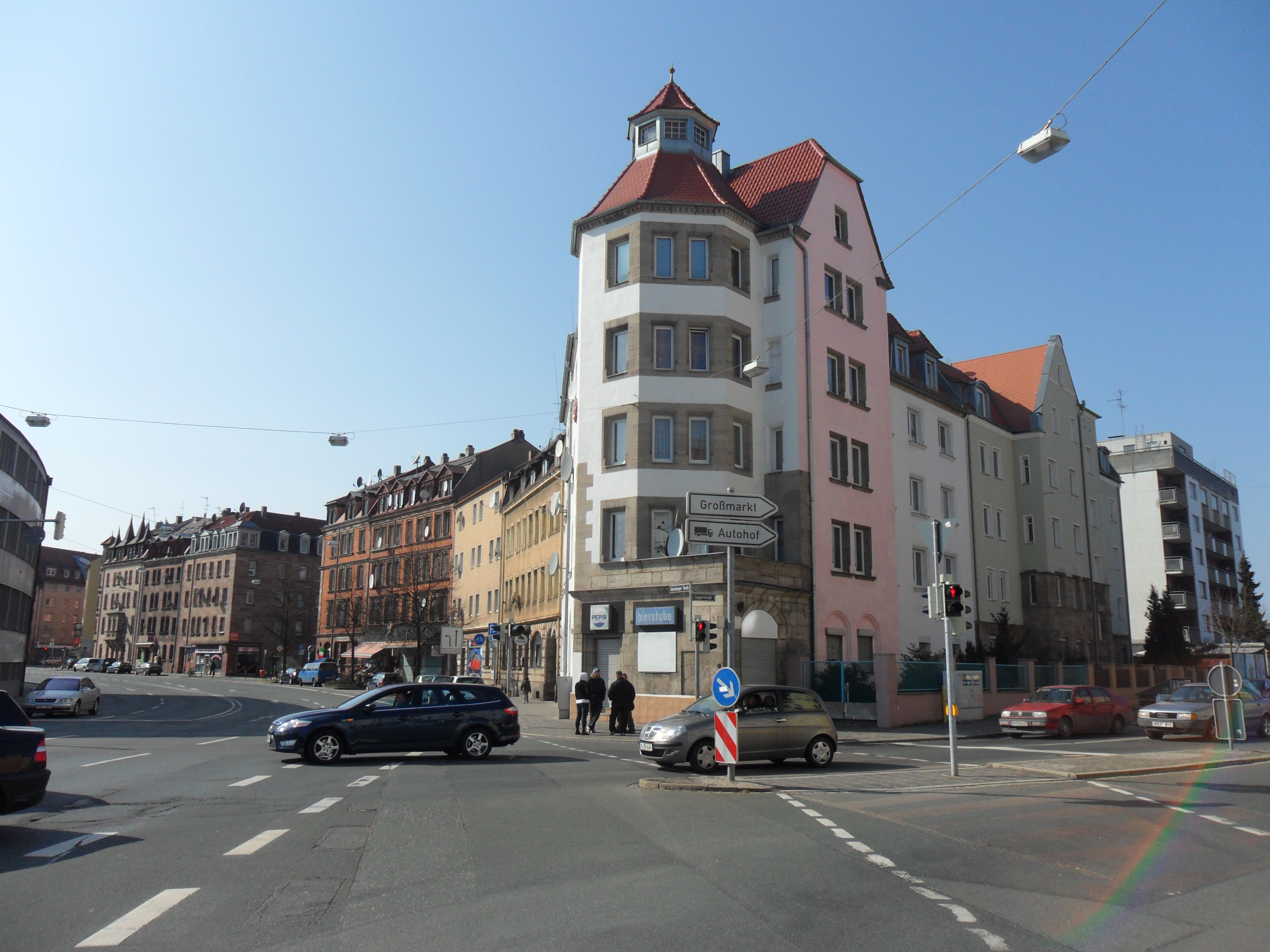
Die Rothenburger Straße an der Einmündung der Fuggerstraße
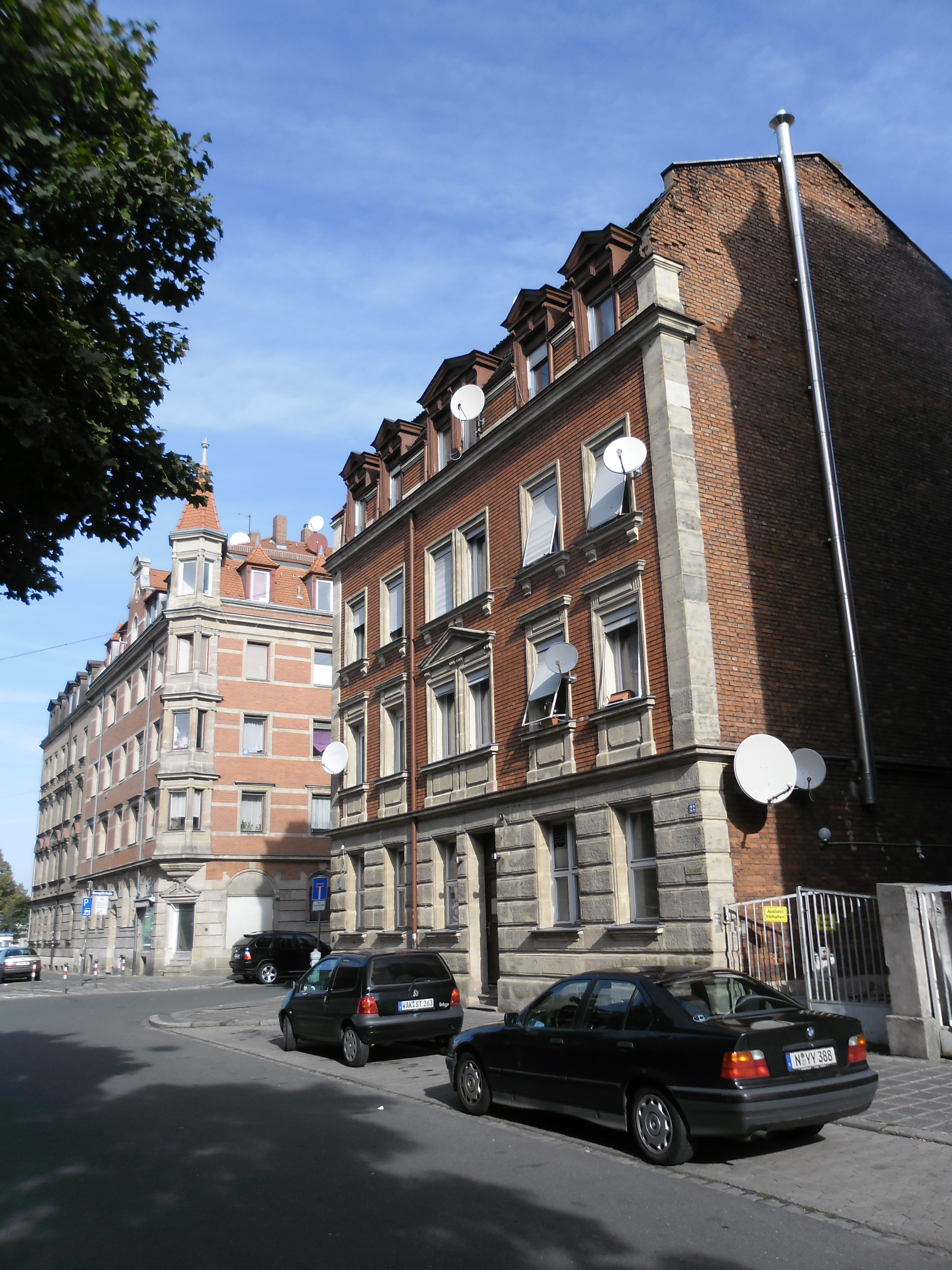
Die Anwesen Holzschuherstraße 22 bis 26
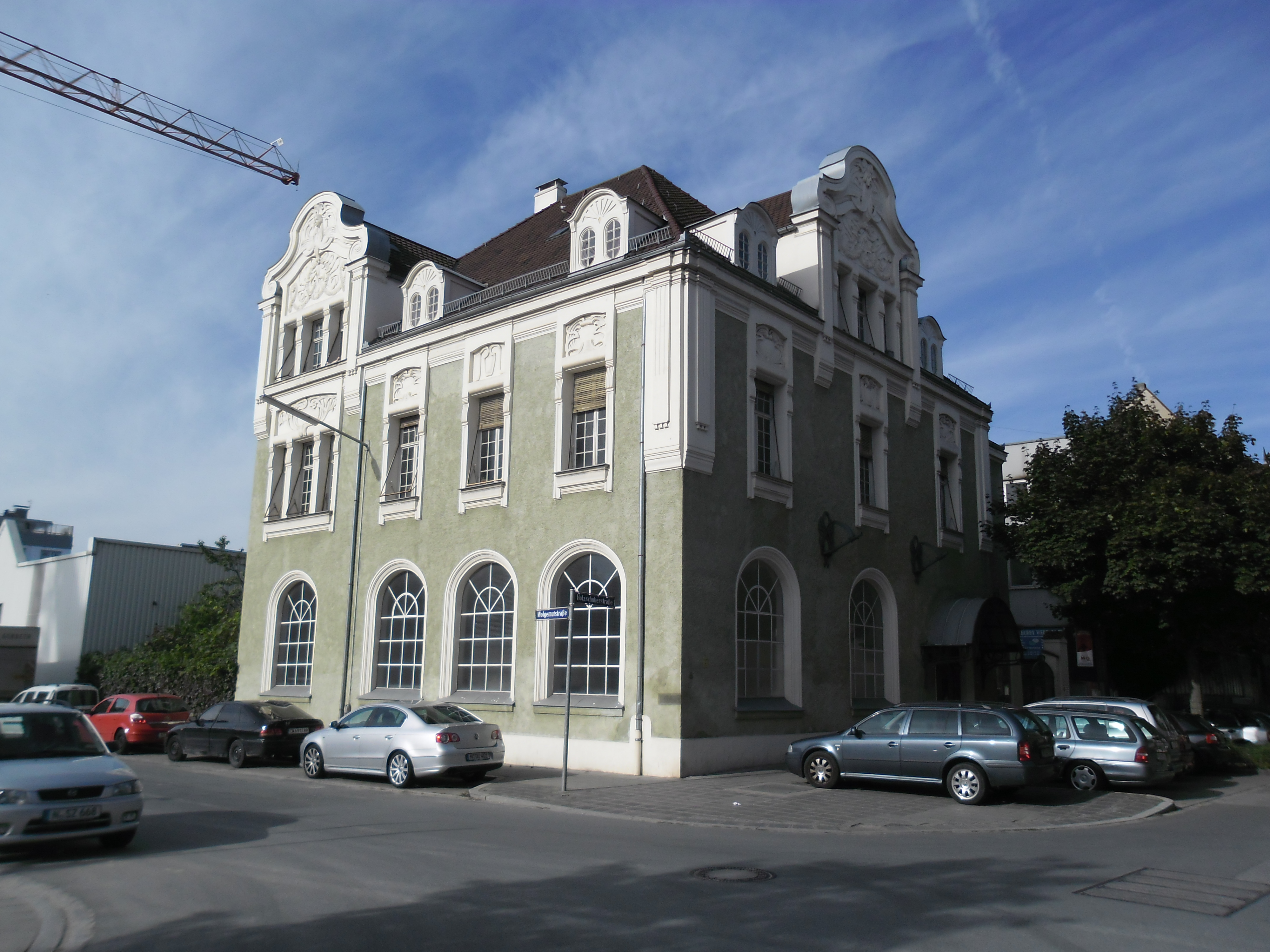
Villa im historisierenden Stil in der Holzschuherstraße 9
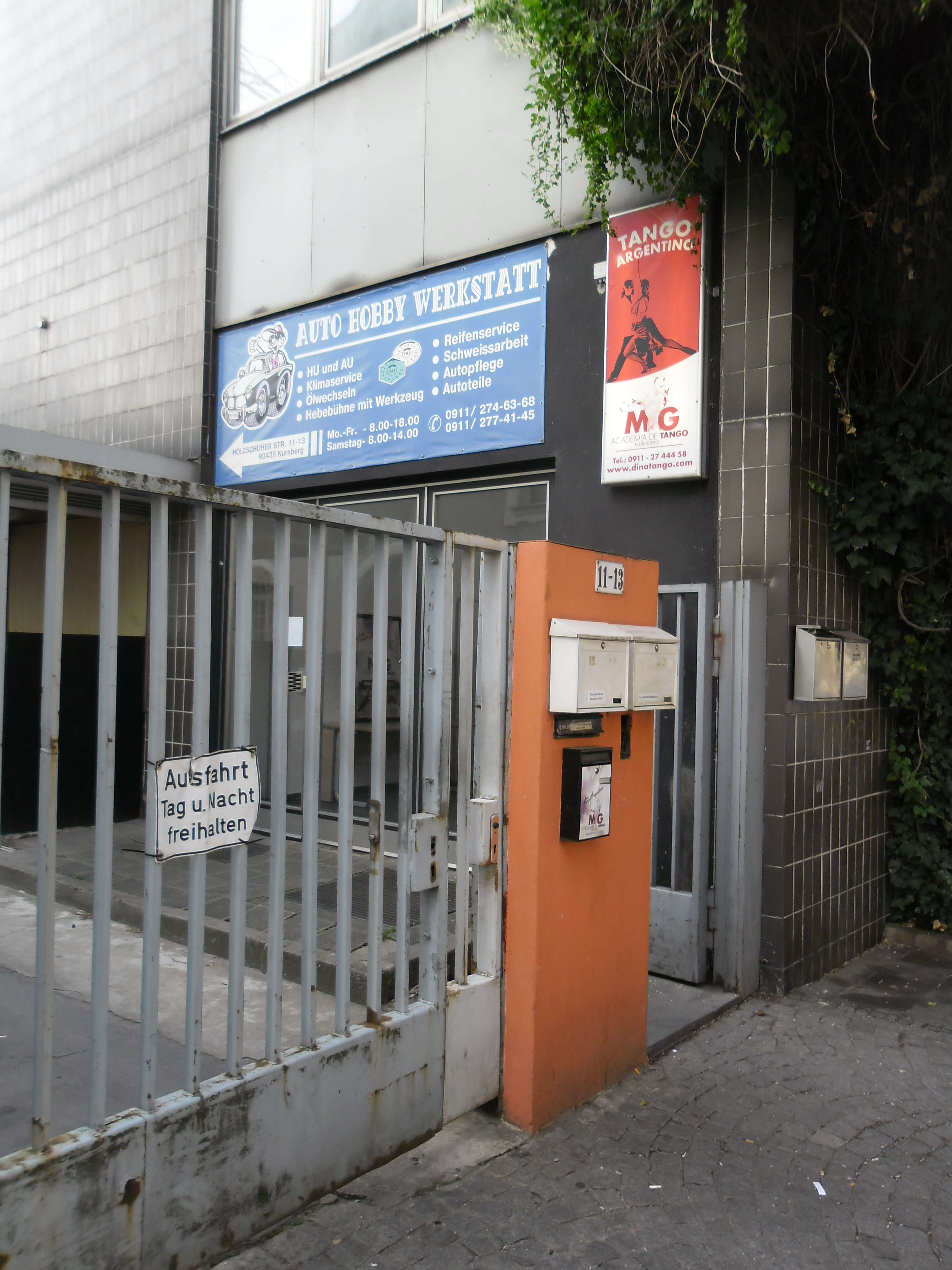
Eingang zu einer Hobbywerkstatt und Tangoakademie in der Holzschuherstraße 11 und 13
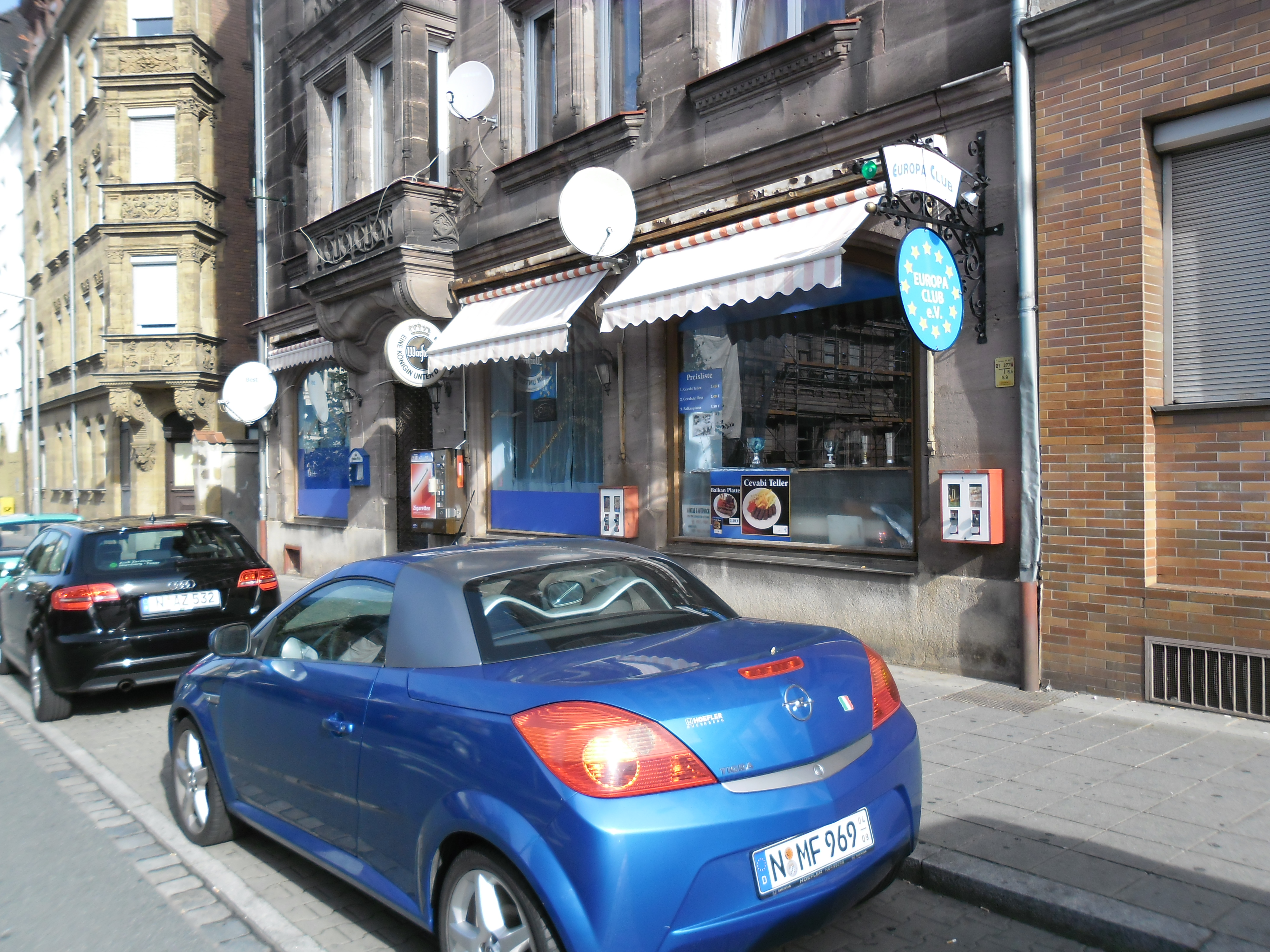
Der Europa Club e. V. in der Holzschuherstraße 4
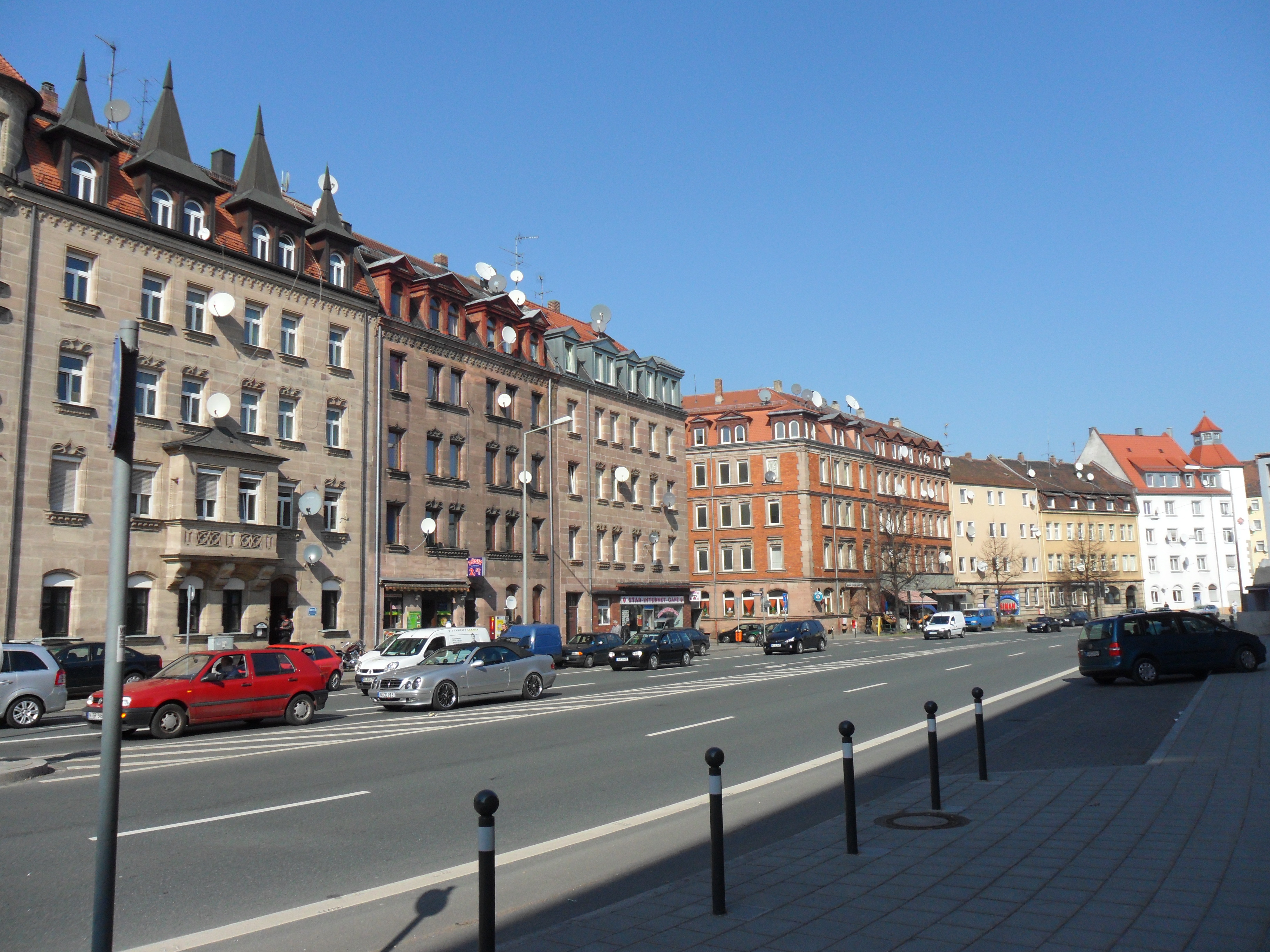
Häuserzeile an der nordwestlichen, Sündersbühler Seite der Rothenburger Straße mit den Adressen 128 bis 140
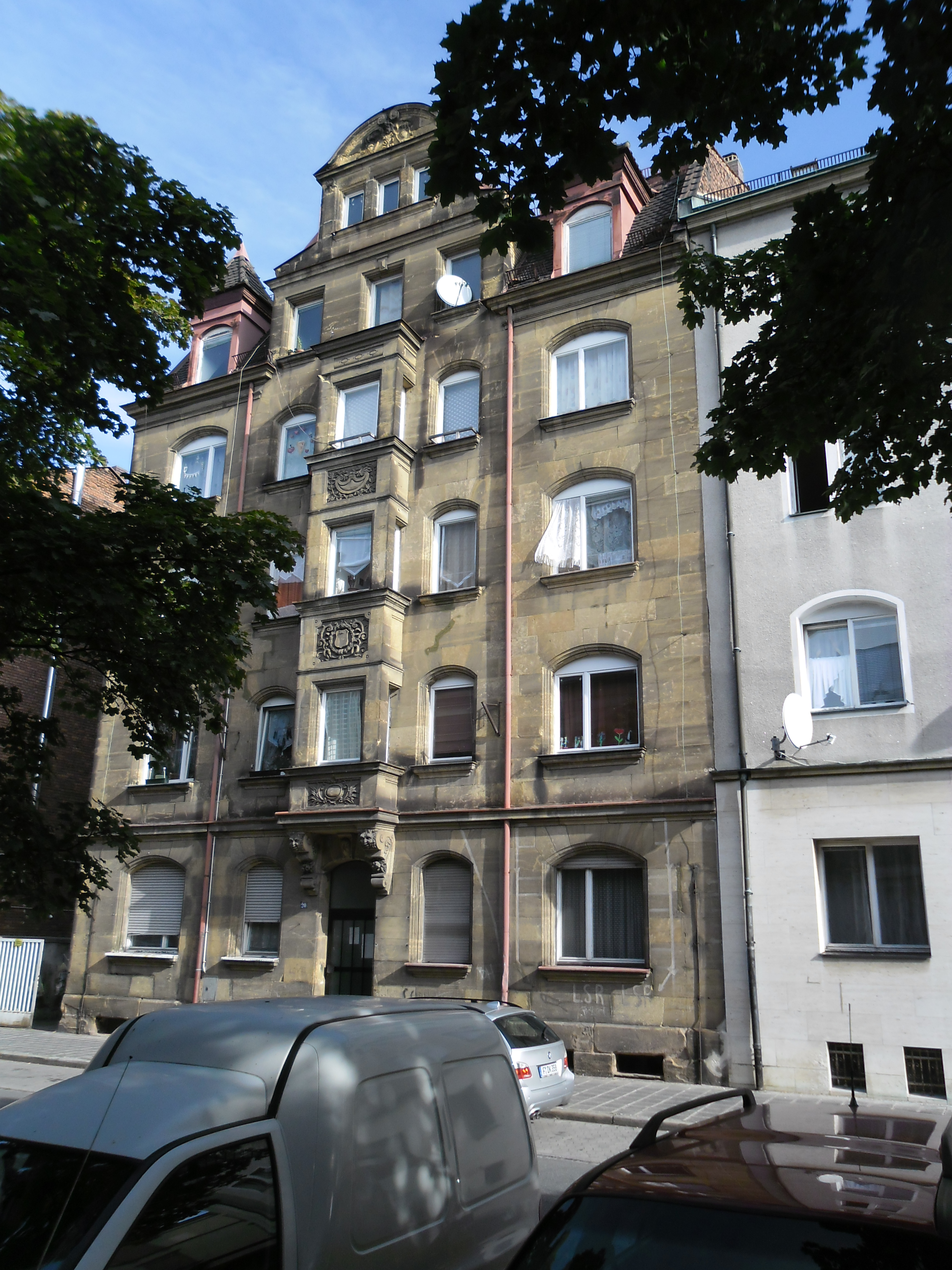
Gründerzeithaus mit Sandsteinfassade und dreistöckigem Erker in der Holzschuherstraße 20
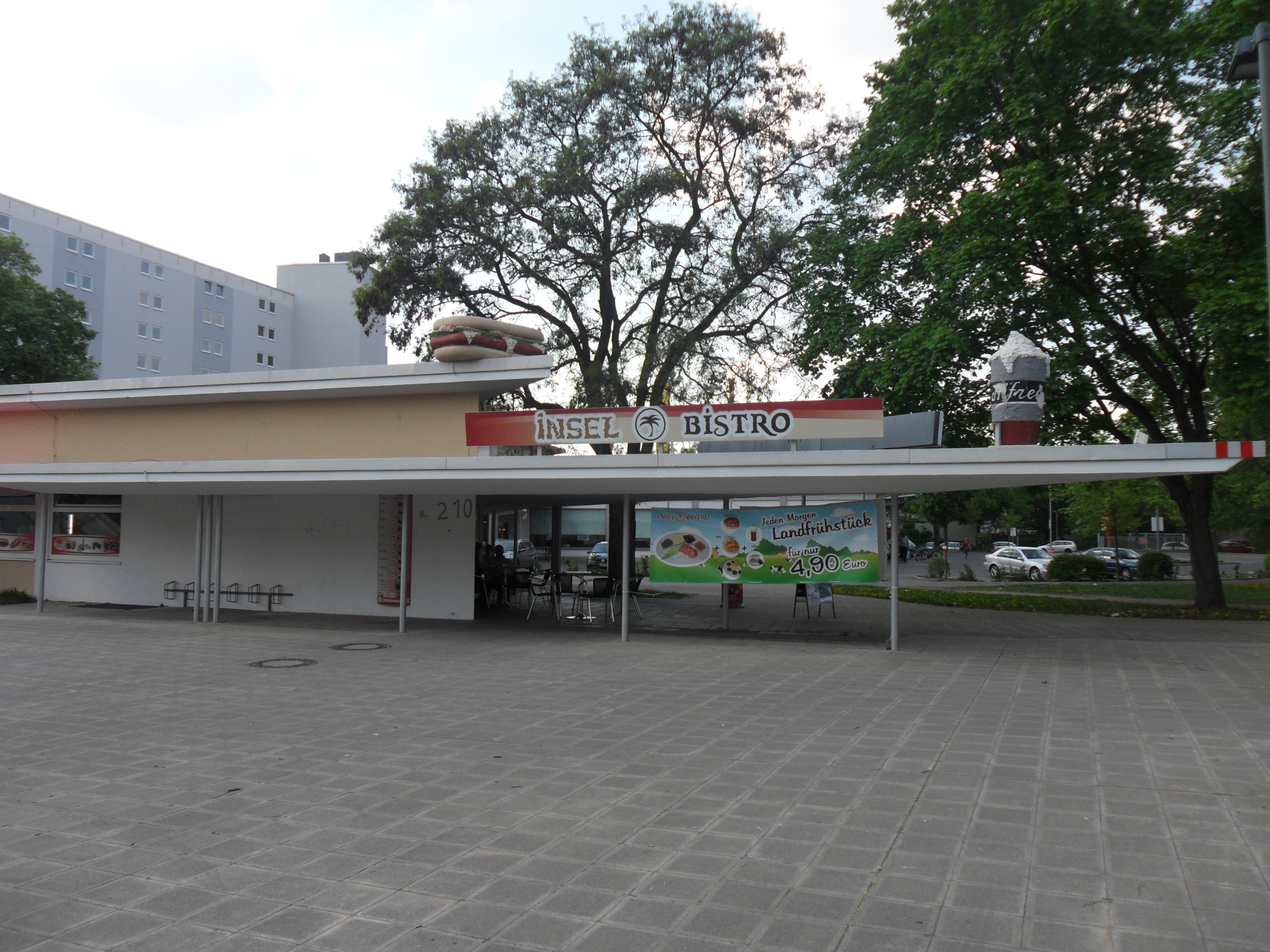
Das „Insel-Bistro“ in der Nähe des U-Bahnhofes Sündersbühl in der Rothenburger Straße 210
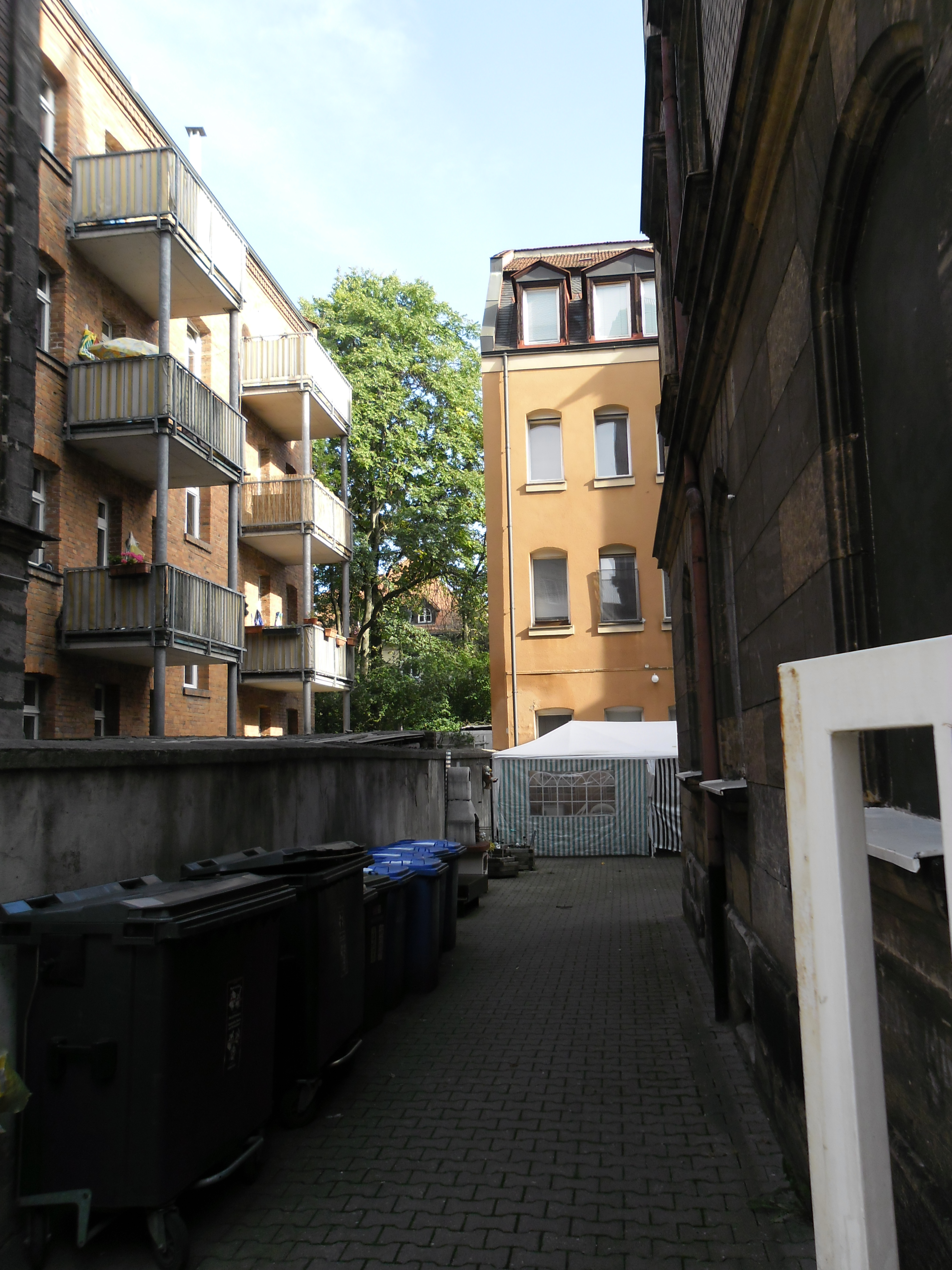
Blick in einen Hinterhof in der Holzschuherstraße 22
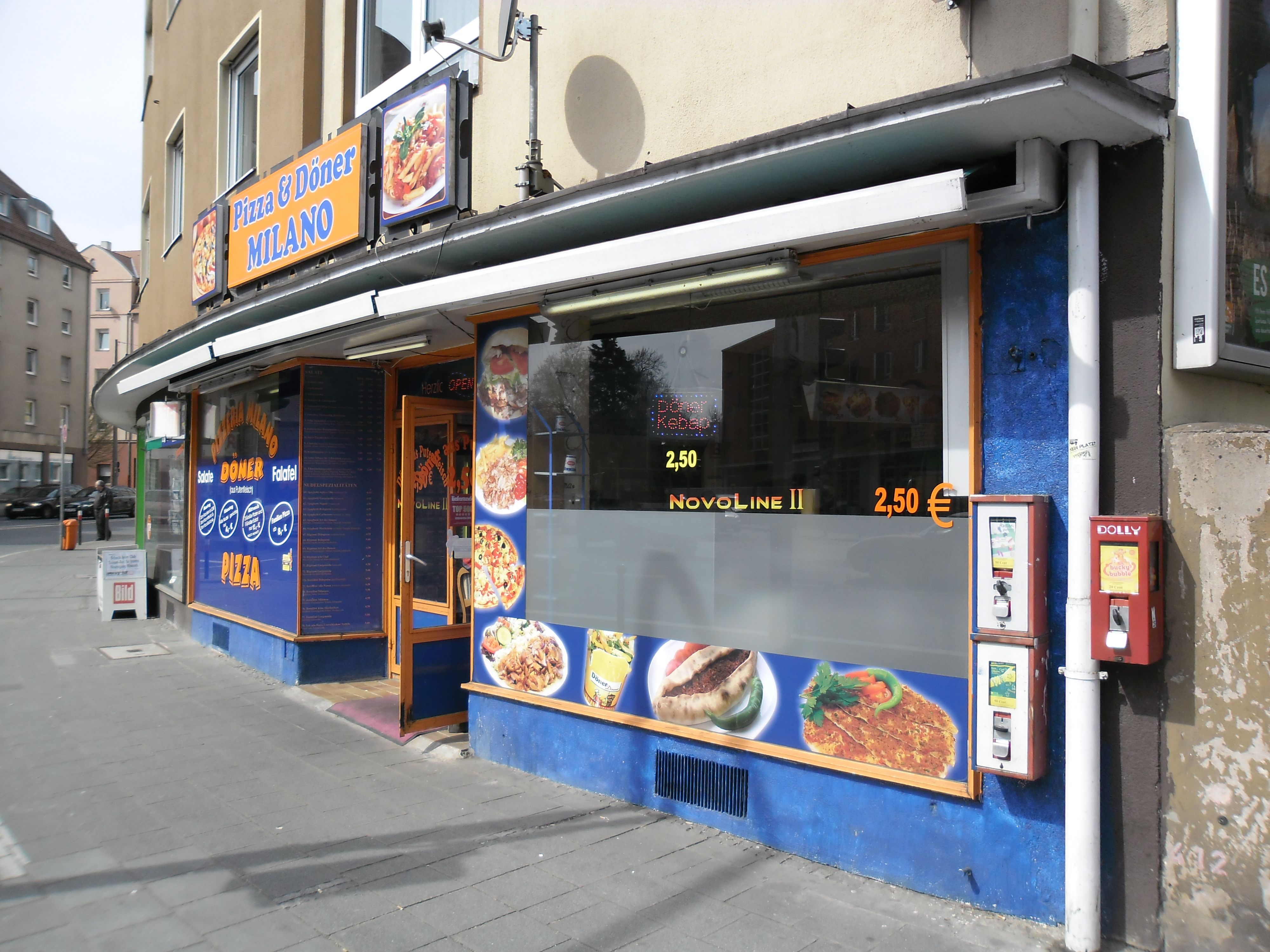
Die Pizzeria Milano in der Rothenburger Straße 144 gegenüber der Einmündung der Schweinauer Straße
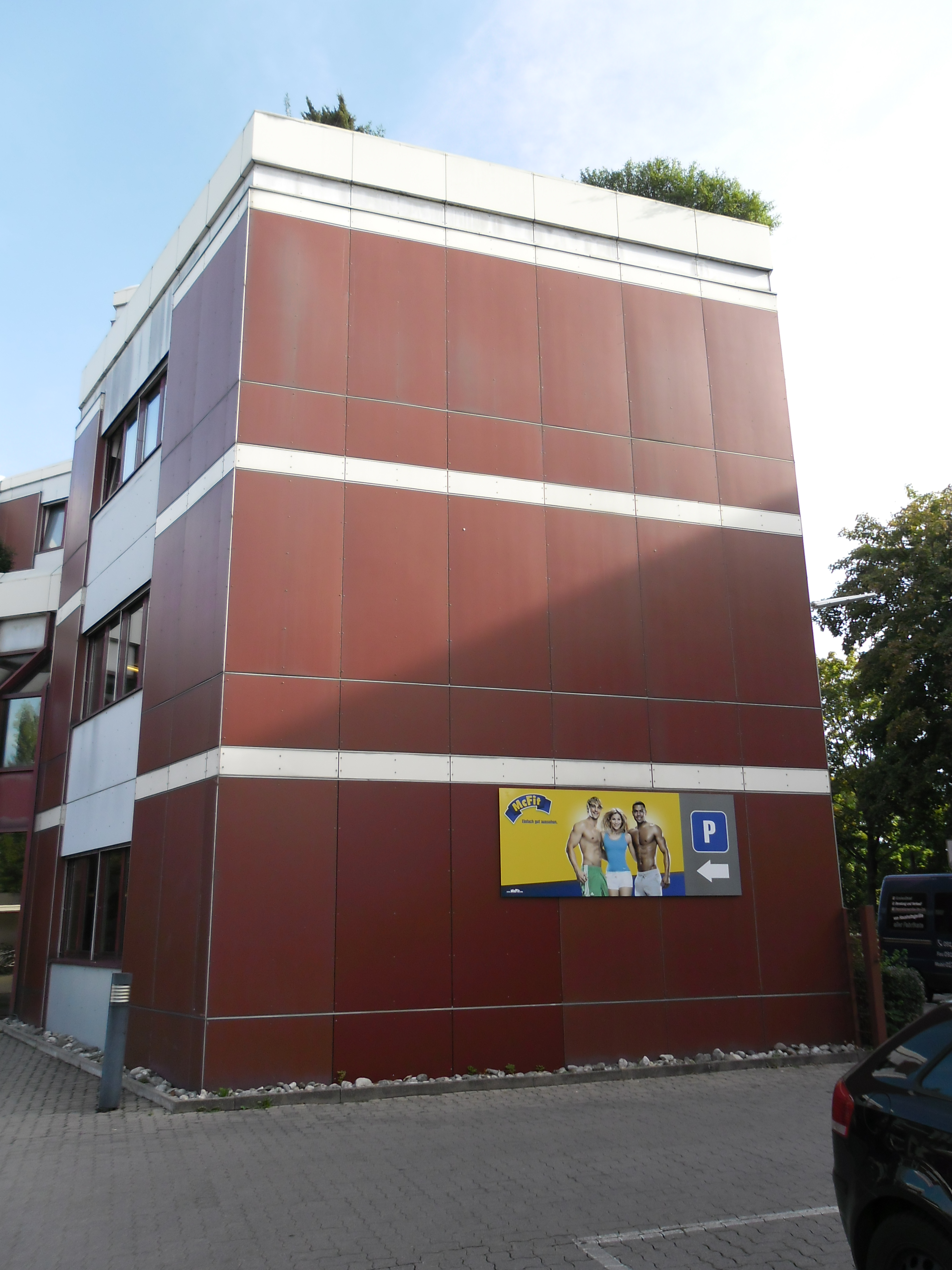
McFIT Gostenhof in der Wolgemutstraße 2
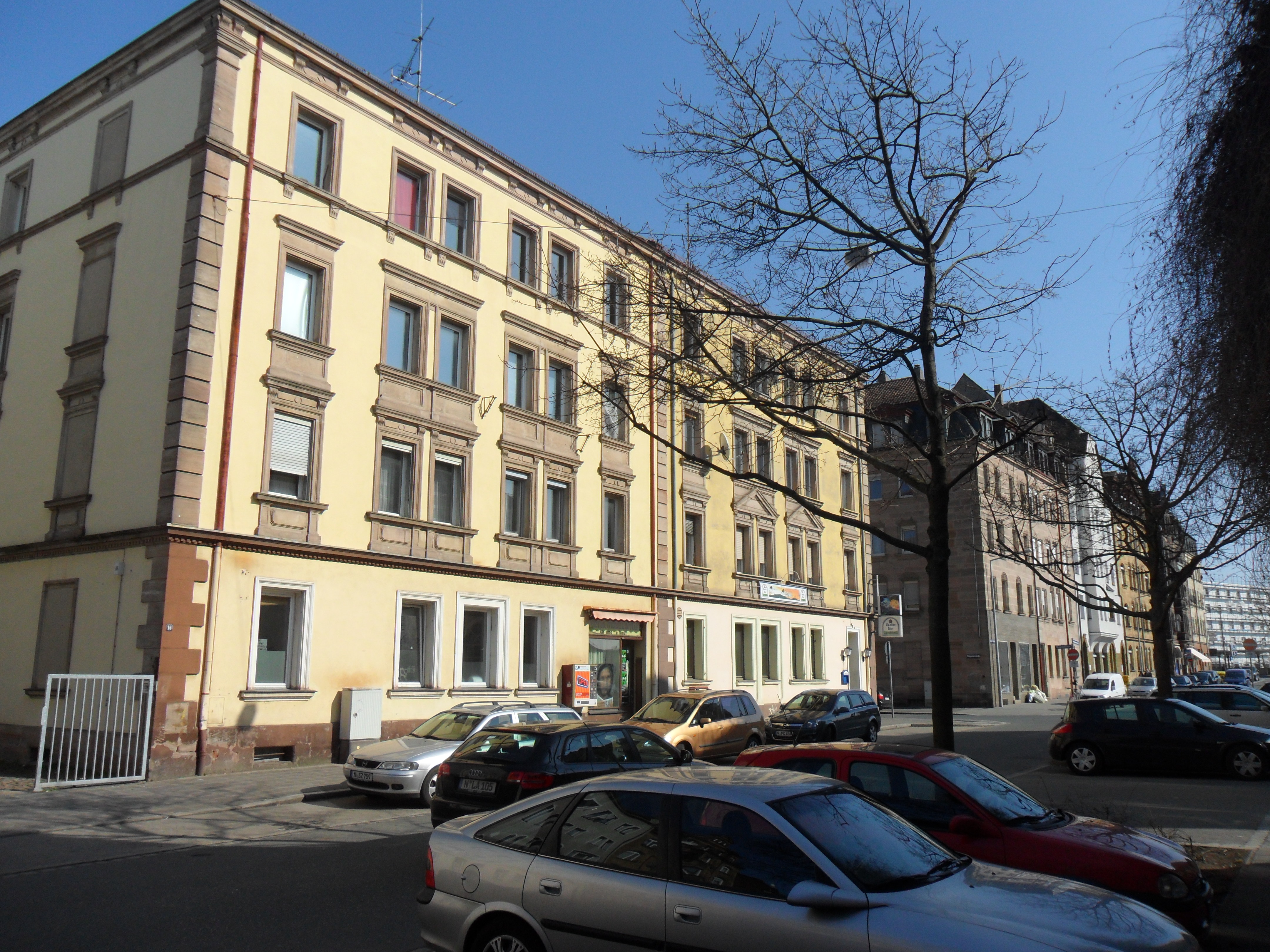
Nordseite der Holzschuherstraße in ihrem östlichen Abschnitt mit den Nummern 2 bis 16
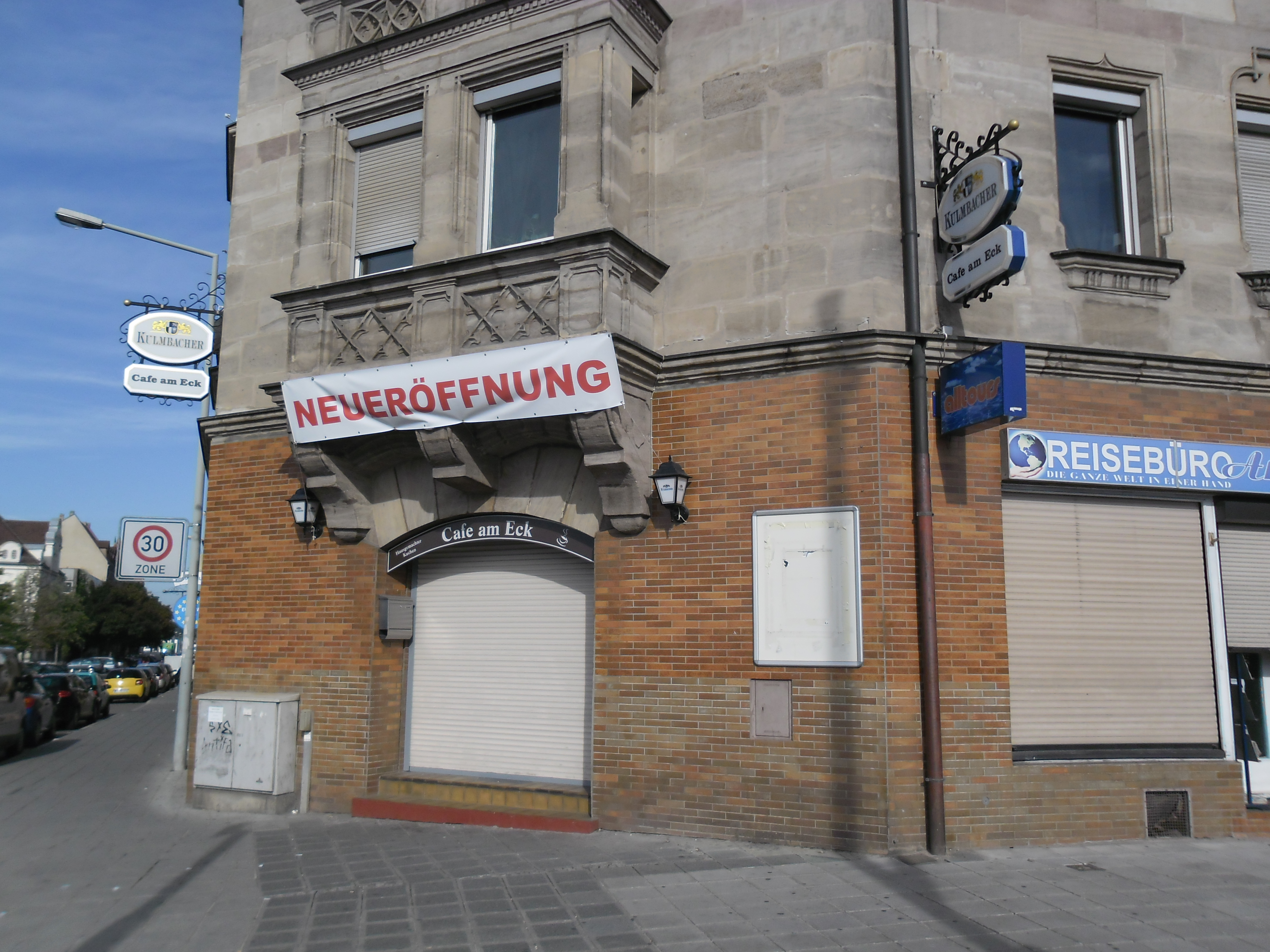
Das „Café am Eck“ in der Holzschuherstraße 2